# Anděl (metropolitana di Praga)
Anděl è una stazione della linea B della metropolitana di Praga.

## Storia
La stazione è stata attivata il 2 novembre 1985, come parte del tratto inaugurale della linea B tra Sokolovská e Smíchovské nádraží.

## Strutture e impianti
La stazione è sotterranea ed è dotata di due binari, serviti da una banchina centrale.

## Servizi
La stazione è dotata di ascensori per le persone a mobilità ridotta.
- Biglietteria
- Servizi igienici

## Interscambi
- Fermata autobus (linee 123, 167 e 191)[2]
- Fermata tram (linee 5, 6, 7, 10 e 16)[2]